# Kanton Castries
Kanton Castries (francouzsky Canton de Castries) je francouzský kanton v departementu Hérault v regionu Languedoc-Roussillon. Tvoří ho 18 obcí.

## Obce kantonu
- Assas
- Baillargues
- Beaulieu
- Buzignargues
- Castries
- Galargues
- Guzargues
- Jacou
- Montaud
- Restinclières
- Saint-Brès
- Saint-Drézéry
- Saint-Geniès-des-Mourgues
- Saint-Hilaire-de-Beauvoir
- Saint-Jean-de-Cornies
- Sussargues
- Teyran
- Vendargues